# Myopa varians
Myopa varians är en tvåvingeart som beskrevs av Banks 1916. Myopa varians ingår i släktet Myopa och familjen stekelflugor.
Artens utbredningsområde är Nebraska. Inga underarter finns listade i Catalogue of Life.